# Citânia de São Julião de Caldelas
A Citânia de São Julião de Caldelas fica localizada no alto do monte de São Julião que domina a parte final do Vale do Homem, na freguesia de Ponte, e uma pequena parte na freguesia de Coucieiro, ambas no Município de Vila Verde, distrito de Braga, em Portugal.
Foi essa localização estratégica (controlo do vale), com os recursos (termais, silvo-pastoris, cinegéticos, minerais, líticos...) presentes na região, que permitiram a edificação e o desenvolvimento duma das principais citânias do país.

## História
A Citânia nasceu por volta de 900 anos a.C. no topo do monte e à volta duma gruta (Cova da Moura). Embora haja provas duma primeira ocupação no IV ou III milénio a.C. (presença de cerâmicas de tipo “Penha”), de várias outras por intermitência nos finais do II milénio a.C. (cabanas com chão em saibro, buracos de postes), a monumentalização e ocupação definitiva começou há 3000 anos no topo do monte com cerca de 9 cabanas protegidas por uma muralha (acrópole) e uma área reservada ao culto ritual com gravuras rupestres. A Dra Bettencourt estimou a população inicial em 40 pessoas. É a ocupação mais antiga da bacia do Cávado.
Depois, a Citânia, pouco a pouco foi-se alargando, ganhando em população, atingindo o seu apogeu no início da nossa era, num importante povoado protegido por 4 muralhas concêntricas, chefiado por Malceino, filho de Dovilonis (cuja estátua foi encontrada por acaso, nos anos 80 do século passado, na construção dum caminho).

### Paróquia de Santo Adriano do Monte

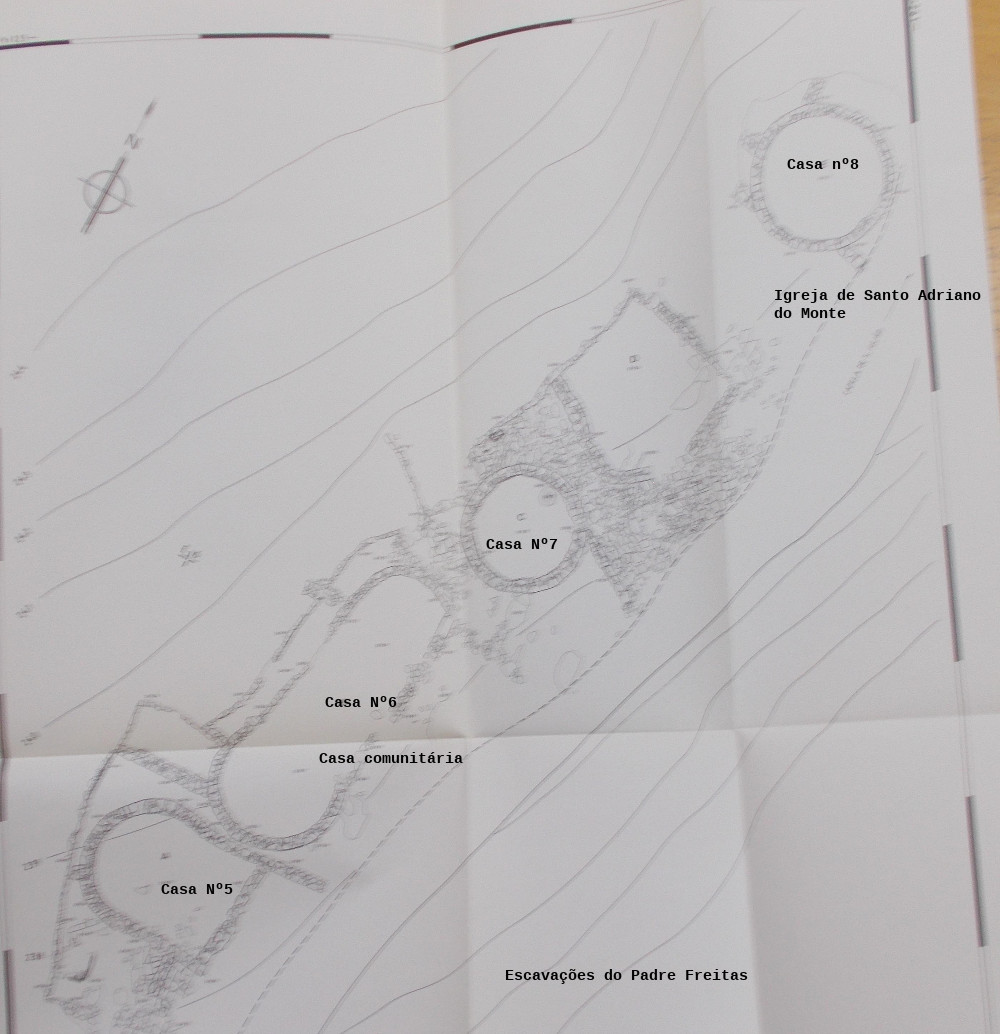
Planta das escavações do Padre João Freitas.

Pelo documento conhecido como Censual de entre Lima e Ave ou censual de D. Pedro de Braga, datado de 1089, sabemos que a citânia era conhecida depois da reconquista como: Santo Adriano do Monte.

Extrato do Censo de D. Pedro:
- 486-De Sancto Johanne de Conciliario II modios  (São João de Coucieiro)
- 487-De Sancto Vicenti de Ripa de Homine II modios (São Vicente da Ponte)
- 488-De Sancto Adriano de Monte III bracales[nota 4] (Citânia)
- 489-De Sancto Micahel de Onoriz I modium (São Miguel de Oriz).[5]

Tudo indica que durante o período suevo, século VI, com a construção duma Igreja, a citânia transformou-se em paróquia, essa igreja primitiva, em ruína foi encontrada pelo Padre João Freitas, que a descreve assim, sem se dar conta da descoberta.
| “ | Separada por um muro a norte, apareceu a Casa nº 8 – De boa cantaria revestida interiormente de pedra miúda como a casa nº 2, circular, diâmetro de 5 metros, porta de 0,80 m. No entulho desta casa sobretudo nos recintos que a cercam (estábulos?) encontraram-se grandes quantidades de olarias fragmentadas, montões de fragmentos de tégula. Neste recinto, encontraram-se a norte da casa nº8, duas colunas de granito, uma completa, de 30 cm de base, 18 cm de diâmetro na maior espessura e 1,47 m de altura, partida em três fragmentos, que, reconstituída, guardo junto à minha residência em Caldelas. Esta, de bom paramento contrasta com a outra encontrada no mesmo sítio, grosseiramente trabalhada. Neste sector, encontraram-se duas pedras com sinais cruciformes, uma recolhida, a outra no lugar que ocupa, felizmente, sem, até hoje, ter sido deslocada.” | ” |

Casa redonda, as colunas, os “montões” de fragmentos, possivelmente de lamparina, as cruzes (uma com o cristograma ΙΧΘΥΣ (foto abaixo), tudo indica a presença dum templo cristão ou paleo-cristão, duma paróquia possivelmente com o nome de Senequino ou Senesquio, nome que consta no paroquial suévico do fim do século VI, do concilio de Lugo, dizendo que essa paróquia, fica a pouca distancia de Braga. Pelo estudo de Almeida Fernandes sabemos que esse nome de Senequino poderá  ter-se transformado em Sanguinho(a). Justamente, o Doutor Cónego Avelino de Jesus da Costa falando de São Julião cita um documento de 1078 que descreve Lanhas como sendo ao pé do Monte de Santo Adriano aonde passa o ribeiro Sanguineto (hoje, ribeira do Tojal) que deu nome a um Lugar do Pico São Cristóvão: Sanguinhedo, “ In Villa Lagenas sub monte Sancti Adriani rivulo Sanguineto território Bracarensi”. (forma muito próxima de Sanguinho) que poderá ser a evolução natural do nome da antiga vila.

### Lugar de Crasto
A citânia, deixa de ser paróquia no tempo de D. Sancho I, porque o último documento conhecido que faz referência a paróquia de Santo Adriano, é a divisão dos Arcediagados bens e rendimentos da diocese, do arcebispo de Braga D. Godinho feito em 1188 e ela não consta da primeira Inquirição de 1220. Junta-se então a paróquia de São Vicente como, lugar de Crasto entre 1188 e 1220.
- Nas inquirições de 1258, o nome de Pelágio Aires aparece como senhor de Crasto:

| “ | Item, dixerunt do Crasto que fora de Pelagio Ayras et que a viram andar in Onra. | ” |

- Nas inquirições gerais de D. Dinis, de 1288[13]

| “ | Também da freguesia de São Vicente de Coucieiro, no lugar que chamam Crasto, achei no rol del Rei que era todo devasso, porque era de lavradores. Eu mando que o será, e que, e entre o mordomo, pelos direitos del Rei, salvo o que for de fidalgos... | ” |

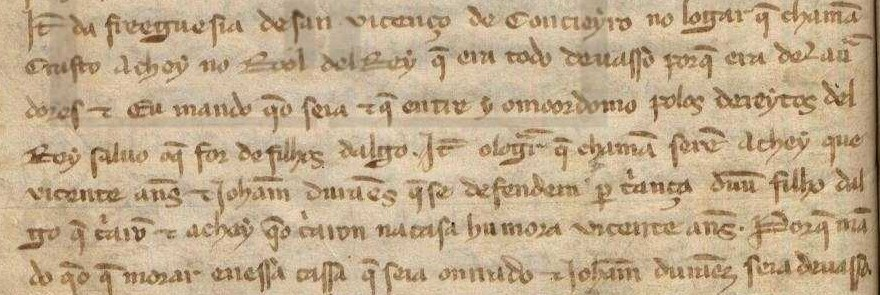
Inquirição de D. Dinis da freguesia de São Vicente de Coucieiro (Ponte São Vicente)

Já não é honrado, e tem que pagar impostos, sob coação do mordomo do rei, o que terá ditado provavelmente, o fim da occupação da citânia.
Pois sabemos que a citânia foi ocupada aparentemente sem interrupção até ao tempo de Afonso V de Portugal (os vestígios mais recentes encontrados nas escavações da citânia feitas pela Dra. Bettencourt foram: uma moeda desse tempo, nomeadamente um ceitil, e cerâmicas do século XV).

## Escavações

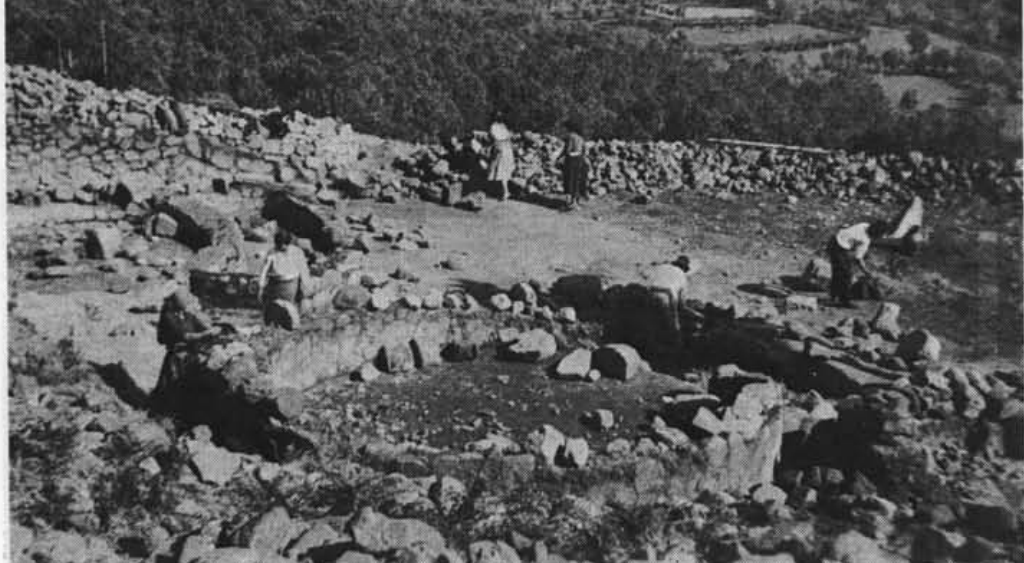
Escavação do Padre João Freitas em 1935

Embora já referenciada, a partir do século XIX ( ,216), Pinho Leal (1874,44), Albano Belino (1909,6) e Joaquim Fontes (1919,198)), é em 1935, pela mão do Padre João Martins de Freitas, pároco da vila de Caldelas (Amares) que serão feitas as primeiras escavações. Além da referida igreja, também descobriu uma casa comunitária, com bancos, usada pelas mulheres para tecer:
| “ | Casa nº6-Encostada à casa nº 5, a N, não havendo entre as duas mais de 15 cm., está a casa nº6, sob o referido valado, formada pela união de duas casa cilíndricas, sendo a do extremo norte, de diâmetro menor. Mede de comprimento 11 metros, nela estão duas pedras rectangulares que seriam bancos, outra semelhando um cachorro de suporte. Encontraram-se no entulho desta, sessenta pesos de tear de barro, alguns deles, feitos de pedaços de tégula com o respectivo orifício e mais um de pedra... | ” |

Parte do material recolhido encontra-se no Museu Pio XII do Seminário de São Tiago de Braga.

Mas a primeira escavação científica, só teve início em 8 de Setembro de 1981, pela Unidade de Arqueologia da Universidade do Minho, e a Dra. Manuela Martins  em colaboração com o museu de Arqueologia D. Diogo de Sousa   e o financiamento da Câmara de Vila Verde (liderada pelo Sr. António Cerqueira), depois da publicação em 1979 dum artigo no Jornal de Noticias, de Carlos Ribeiro alertando para o abandono desse rico património: 
| “ | Comete-se um autêntico crime de lesa-cultura, em pleno coração do Minho, ali nas terras de Vila Verde. Com efeito, na freguesia de Ponte S. Vicente, daquele concelho, na encosta e cume do monte de S. Julião, deteriora-se dia-a-dia, por acção de mão humana e da agressividade da natureza, uma magnifica citânia, do tipo do Noroeste Peninsular. (...) Fomos ao Monte de S. Julião para ver o que lá havia: ficámos a saber o que lá não há. Na realidade, e custa muito dizer as verdades quando elas forem, praticou-se no Monte de S. Julião um atentado contra a cultura geral. Não contra a arqueologia sozinha. Aos poucos e poucos, deixou-se degenerar o que tinha sido, e por certo é, uma bela citânia pré-romana. Uns atrás dos outros, os erros foram-se acumulando. Deixou-se que os mais jovens começassem a desfazer os muros de suporte, as muralhas, as casas, para as suas brincadeiras. Deixou-se inconscientemente que se abrisse um caminho mesmo pelo meio de citânia, passando um "caterpillar" que, por onde passou, esmagou tudo. Deixa-se que os bocados, alguns notavelmente bem conservados, de cerâmica existentes a esmo, pelo caminho, e não só, sejam diaramente partidos "esmagados", desfeitos (...) Quem vai intervir? Que adianta o lamento, se ninguém fizer nada para recuperar a citânia? Não somos arqueólogos, nem para lá caminhamos, e de citânias temos o mero conhecimento de termos vistos algumas. Mas o que vimos no monte de S. Julião, em Ponte S. Vicente, esclareceu-nos sobre a grandiosidade das ruínas, mesmo depois das depradações efectuadas. Cabe agora indagar: quem vai recuperar aquela estação arqueológica? Se é que alguém vai! Não será preciso andar muito para encontrar a Unidade de Arqueologia da Universidade do Minho (...) E se -relembramos- a Junta é proprietária do terreno, a Câmara de Vila Verde deve estar interessada em enriquecer de maneira assombrosa, o panorama cultural e riqueza arqueológica do concelho (...) não nos compete dizer se é uma das maiores citânias do Norte, interessa-nos, isso sim, que é uma estação arqueológica, com inegável interesse, que está ao abandono. Inserida numa região onde a descoberta arqueológica tem assumido um interesse real, onde se embargam, obras de construção civil, e bem, para proceder ao levantamento das ruínas, numa região em que há uma unidade de Arqueologia de uma Universidade, em que há organizações de preservação, e defesa do património cultural, não se comprende bem o abandono de Citânia de S. Julião. Bom seria que este apontamento suscitasse o interesse dos que podem e devem fazer alguma coisa pelo local. Para eles, o alerta. E entre eles estão, indubitavelmente, a Câmara Municipal de Vila Verde e a Junta de Freguesia de Ponte S. Vicente. | ” |

Os trabalhos da Dra. Manuela Martins continuaram por fases curtas até 1985, e em 1991, em conjunto com os trabalhos da Dra. Ana Bettencourt, entre 1989 e 1996, com o apoio financeiro da Associação das Terras Altas do Homem e do Cávado (ATAHCA), da Câmara, do Centro de Ciências Históricas e Sociais da UM., do IPPAR e do IPJ.
| Data de início        | Data de Fim            | Responsáveis ou co-responsáveis   | resumo dos trabalhos realizados                                                                                                 |
| 8 de setembro de 1981 | 21 de outubro de 1981  | Manuela Martins                   | Levantamento topográfico e primeira sondagem na vertente Leste.                                                                 |
| 1 de setembro de 1982 | 31 de dezembro de 1982 | Manuela Martins                   | Continuação do corte iniciado em 1981 (corte de 18x2,5m)                                                                        |
| 5 de outubro de 1983  | 15 de janeiro de 1984  | Manuela Martins                   | Conclusão da escavação do fosso e verificação do enchimento da muralha.                                                         |
| 1 de setembro de 1984 | 15 de dezembro de 1984 | Manuela Martins                   | Estudo da 3ª linha de muralhas, com vista a determinar o seu tipo de construção e cronologia.                                   |
| 1 de outubro de 1985  | 25 de novembro de 1985 | Manuela Martins                   | Conclusão das sondagens fundamentais para a definição das diferentes etapas de ocupação do povoado                              |
| 15 de julho de 1989   | 31 de agosto de 1989   | Ana Bettencourt                   | Foi efectuado um corte na acrópole tendo sido detectados diversos níveis de ocupação                                            |
| 1 de abril de 1990    | 31 de outubro de 1990  | Ana Bettencourt                   | Continuação da escavação do Corte 1 de Manuela Martins                                                                          |
| 1 de julho de 1991    | 31 de outubro de 1991  | Ana Bettencourt e Manuela Martins | Continuação da escavação arqueológica: escavação do Corte 3 a e do Corte 6.                                                     |
| 1 de janeiro de 1992  | 31 de dezembro de 1992 | Ana Bettencourt                   | Estabelecer a relação entre os níveis mais recentes do Bronze Final e os mais antigos do Ferro Inicial, encontrados no povoado. |
| 1 de janeiro de 1993  | 31 de dezembro de 1993 | Ana Bettencourt                   | Tratamento dos artefactos acumulados durante as campanhas de 1989 a 1992                                                        |
| 1 de janeiro de 1994  | 31 de dezembro de 1994 | Ana Bettencourt                   | Continuação da escavação da camada 3, datada, pelo menos, desde o século XI a.C. até ao século VIII a.C.                        |
| 1 de abril de 1995    | 30 de junho de 1995    | Ana Bettencourt                   | Escavação da acrópole que demonstrou existir um nível do ferro antigo, bem como vários níveis da Idade do bronze.               |

Além, como é óbvio, de permitir um melhor conhecimento da Citânia e da vida dos seus ocupantes, alimentação, conhecimentos técnicos, cultura e interligação cultural, etc. Uma das principais lições destas escavações, foi o estudo aprofundado da transição entre a idade do bronze e do ferro, que ocorreu suavemente, com grande continuidade nas técnicas construtivas, na persistência das formas das cerâmicas e dos objetos em pedra. Todavia, as escavações que foram feitas, foram muito parciais, ainda ficou por descobrir o balneário, por exemplo. 

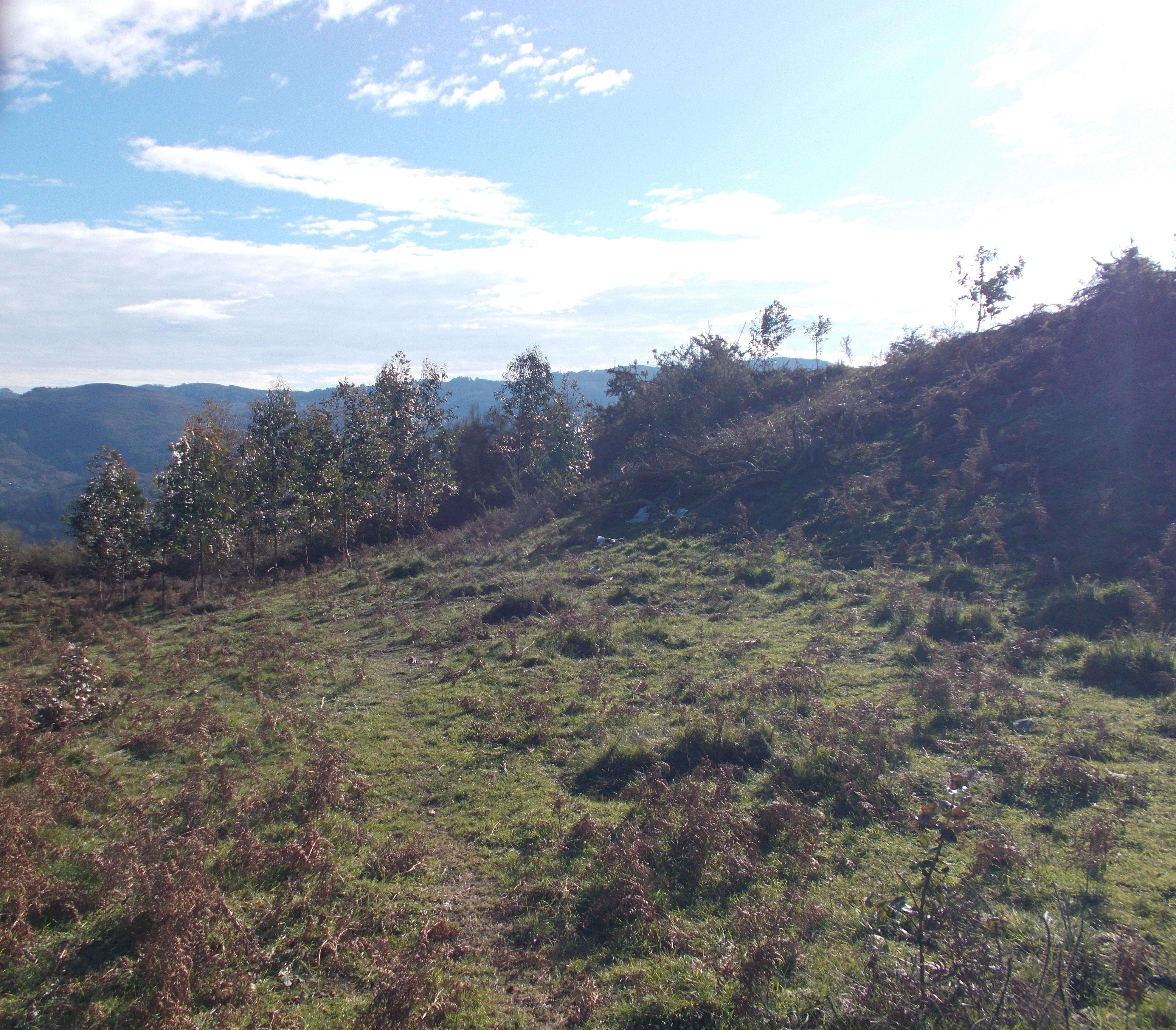
Plantação de eucaliptos na muralha

Em 2004, a Citânia de São Julião fiz parte dum projeto de candidatura Luso-galega da cultura Castreja a Património da Humanidade. Em 2005, a Dra. Manuela Martins apresentou em nome da Universidade do Minho, ao Eng. Manuel Fernandes, Presidente da Câmara Municipal de Vila Verde e ao Sr. Prof. António Vilela, Vereador da Cultura, um projeto de classificação das Citânia de São Julião, de Sanfins e Briteiros em Património da Humanidade (UNESCO). Em 2010 é votado, na Assembleia Municipal, uma proposta para a construção dum centro de interpretação da Citânia de São Julião, até hoje sem efeito.
Mas hoje, infelizmente, a situação é pior que em 1979, a citânia está num completo abandono, esquecida do poder central, da Universidade do Minho e da Câmara de Vila Verde, apesar de inúmeros alertas da junta e dos cidadãos. Parte das casas, do torreão, e de murros caíram, enquanto um forno, e outras casas estão definitivamente destruídos. Demais, uma plantação de eucaliptos ameaça a muralha exterior da citânia.
 
Em 2021, num esforço conjunto da junta da freguesia e de voluntários da mesma freguesia as ruinas da citânia estão em grande parte visíveis e visitáveis. 
Encontra-se classificada como Imóvel de Interesse Público pelo Decreto nº 28/82, DR, 1ª Série, nº 47, de 26 fevereiro 1982).

## Espólio
24711 fragmentos cerâmicos (cerâmica caseira e importada), 352 líticos, 21 artefactos metálicos, 3 de vidro (conta de vidro), 3 de matérias vegetais. Foram também encontrados pesos de tear, pesos de rede de pesca, provas de fundição do cobre e do bronze (moldes, escória), ouro, trabalho do ferro (escória), mós, punhais.

### Amostra do espólio do Museu Pio XII

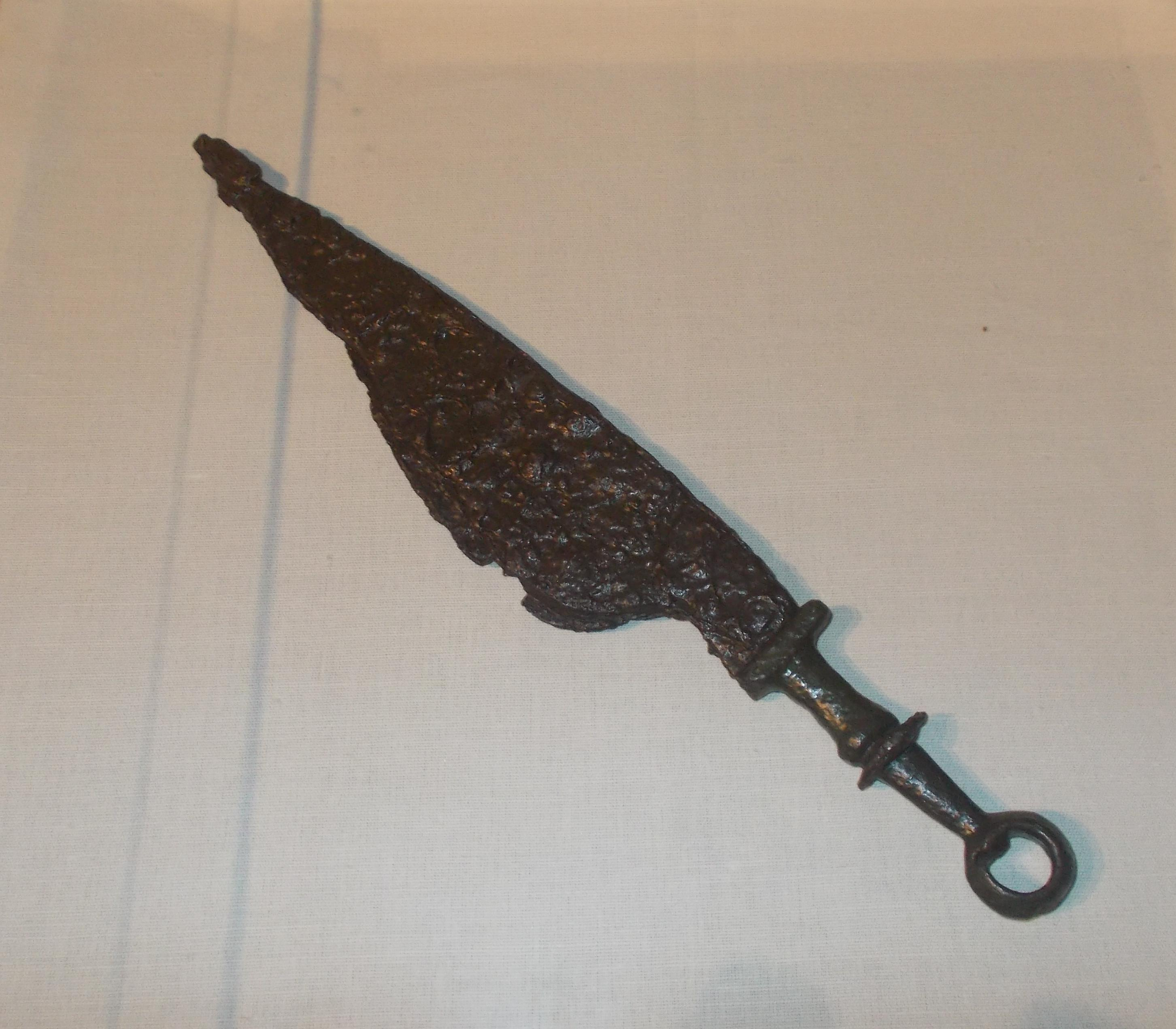
Adaga da idade do ferro
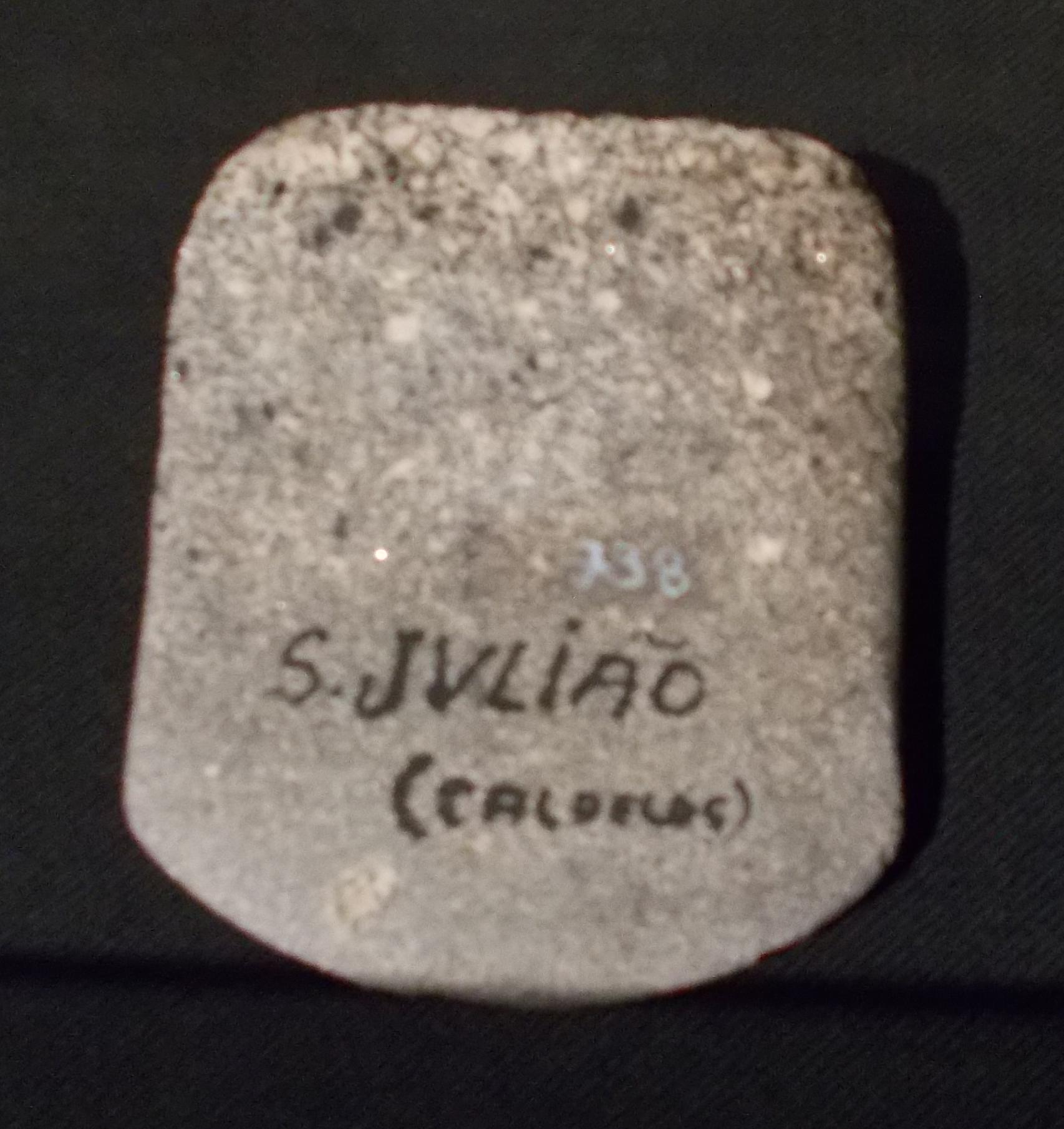
Machado de Pedra
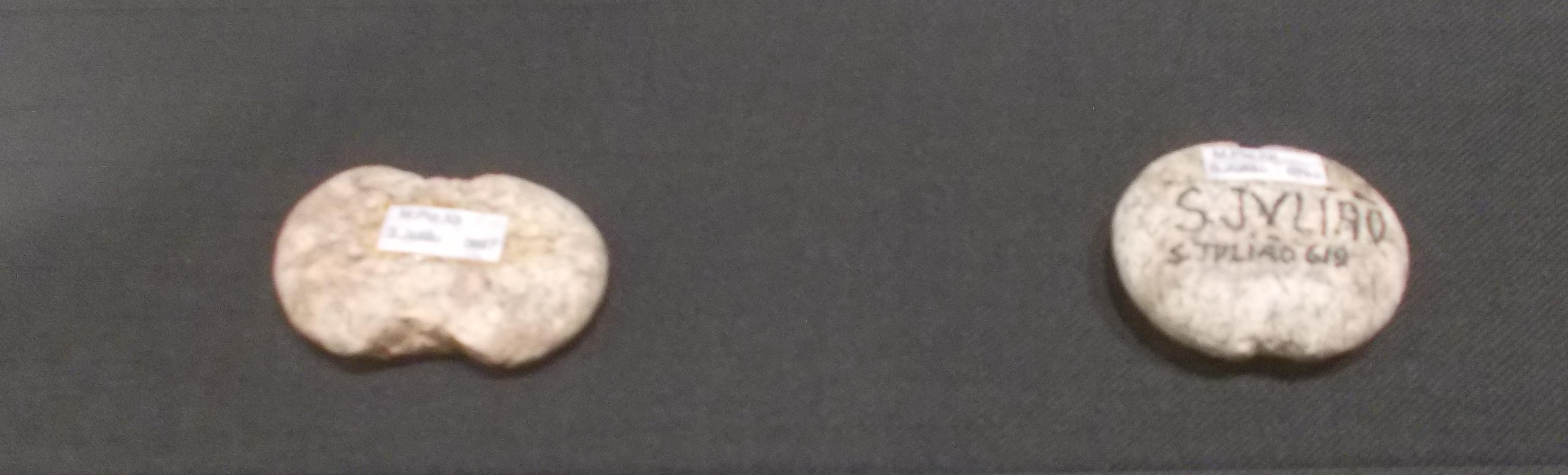
Pesos de rede de pesca
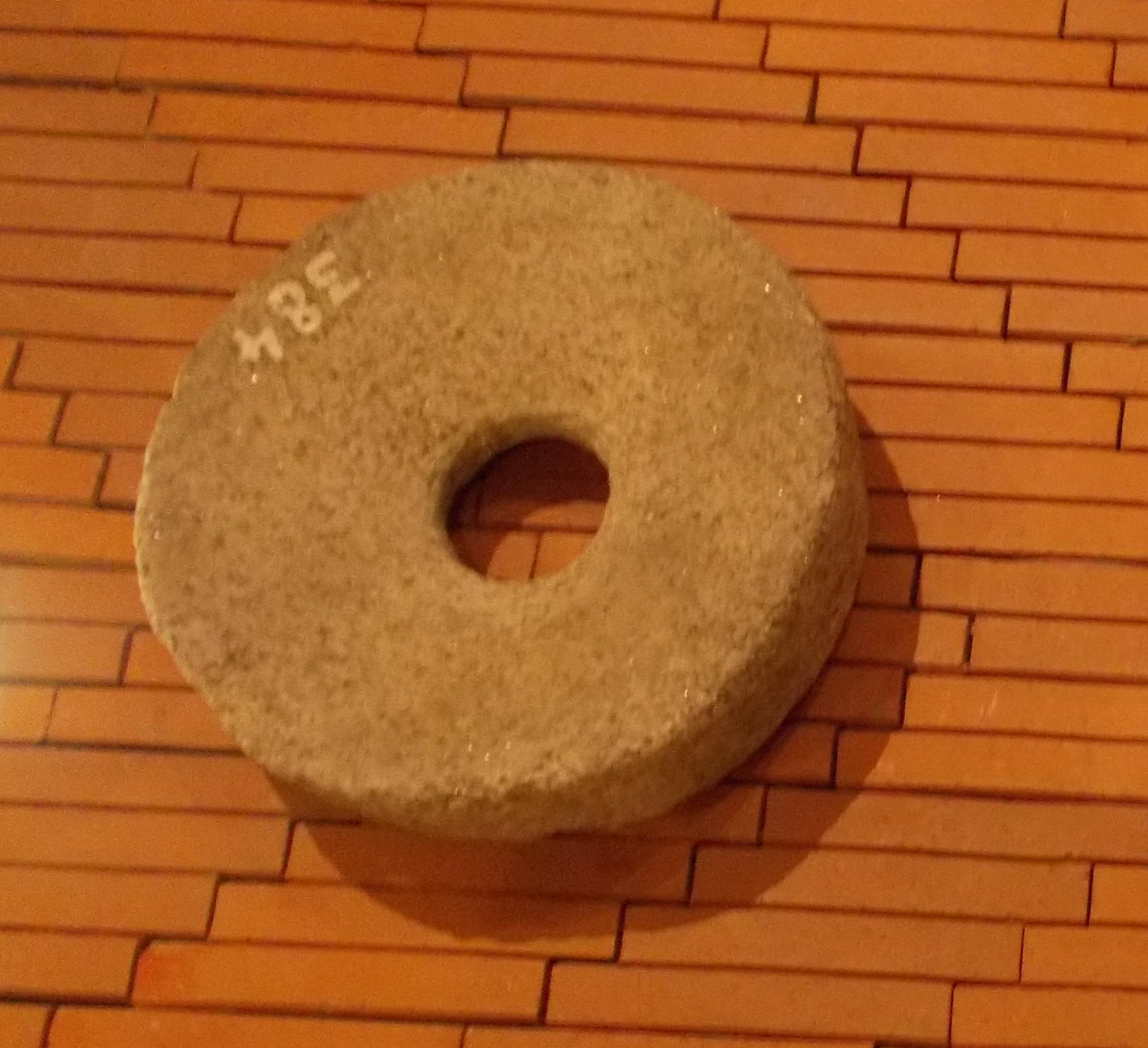
Mó sup.
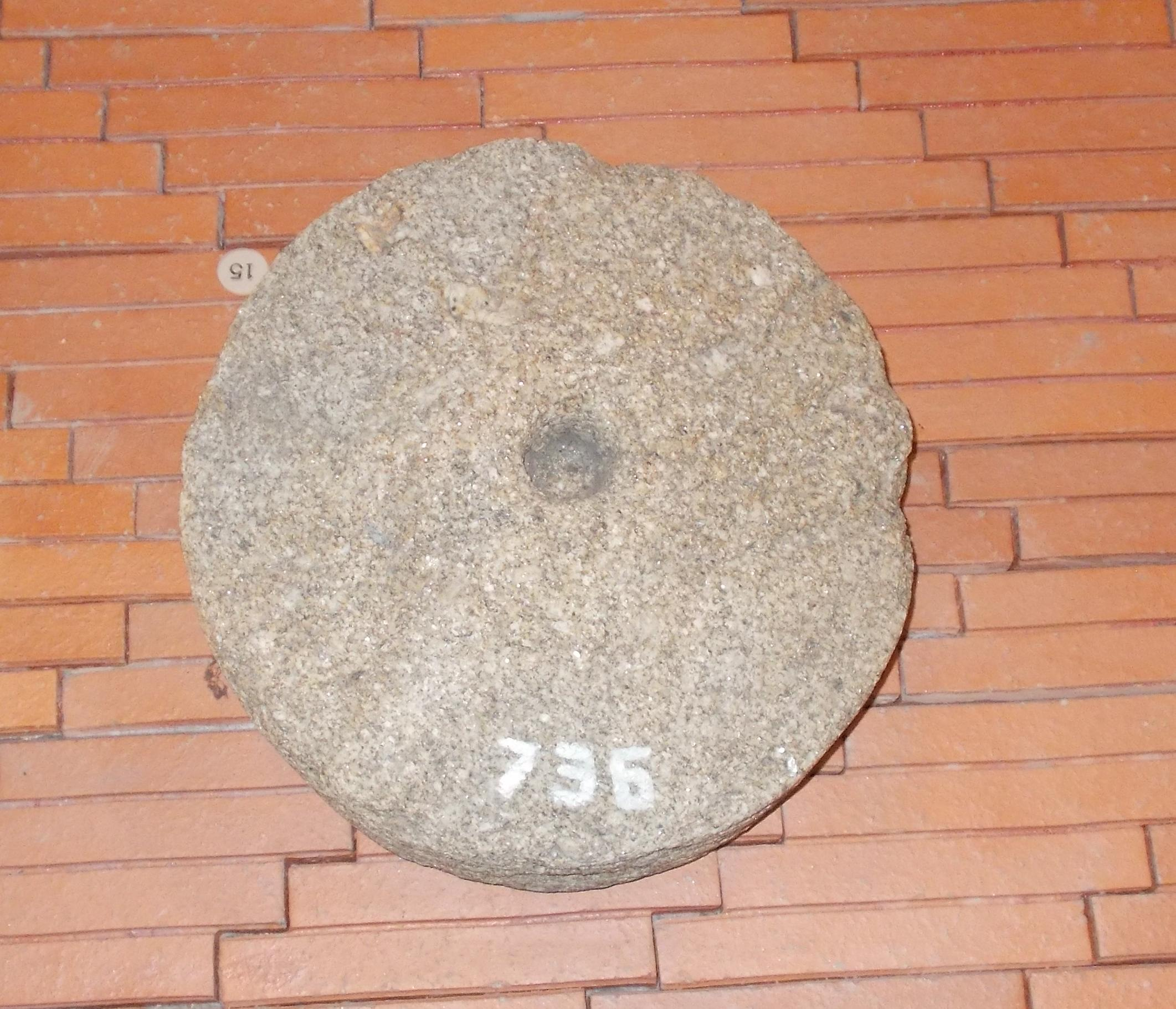
Mó inf.

I (Iota) + Χ (Chi ou Khi), Jesus Cristo.

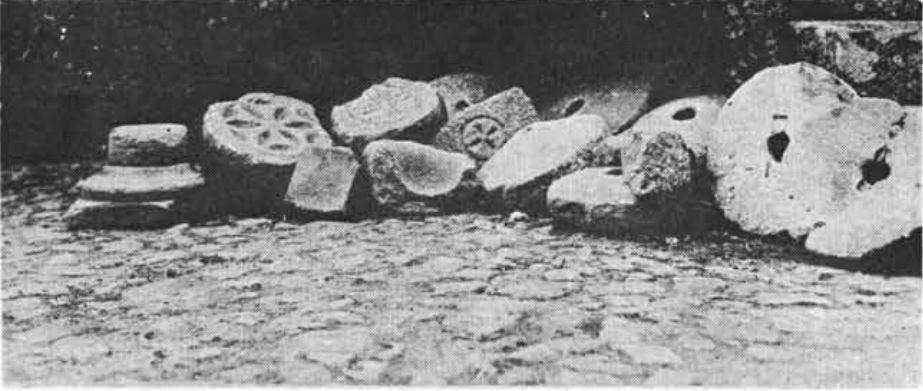
Espólio do Padre João Freitas da citânia de São Julião com a coluna e as duas "pedras com sinais cruciformes".

A esquerda, cruz muita antiga (ou roda de 6 raios), formada pela superposição das letras gregas ΙΧΘΥΣ (Ichthys ou Ichthus que quer dizer peixe): Acrónimo de Ἰησοῦς Χριστός, Θεοῦ Υἱός, Σωτήρ (Iēsoûs Christós, Theoû Hyiós, Sōtḗr), que se traduz em português por: Jesus Cristo, Filho de Deus, Salvador.

#### Pólen e Sementes encontrados nas escavações[20]
Foi feito uma prospeção arquezoológica que encontrou pólen das seguintes espécies: Amieiro, amieiro negro, castanheiro, aveleira, freixo, azevinho, giesta, pinheiro, carvalho, sobreiro, pilriteiro, pereira, salgueiro, sabugueiro, ulmeiro e sementes de favas. Esse estudo importante, ajuda-nos a ter uma melhor noção da vida quotidiana dos habitantes, da alimentação (bolotas de carvalho e sobreiro, favas cultivadas, pereira, aveleira, castanheiro), e das atividades económicas (salgueiro para a cestaria, sabugueiro na  tinturaria, carvalho no curtimento das peles, sobreiro na apicultura, já que foi encontrada cera de abelha). O resto sendo utilizado na construção e nos objetos usuais (giesta, pinheiro, carvalho, ulmeiro, freixo). Boa parte dessas espécies são ribeirinhas, provenientes das margens do rio Homem. 

#### A estátua de Malceino:[21]

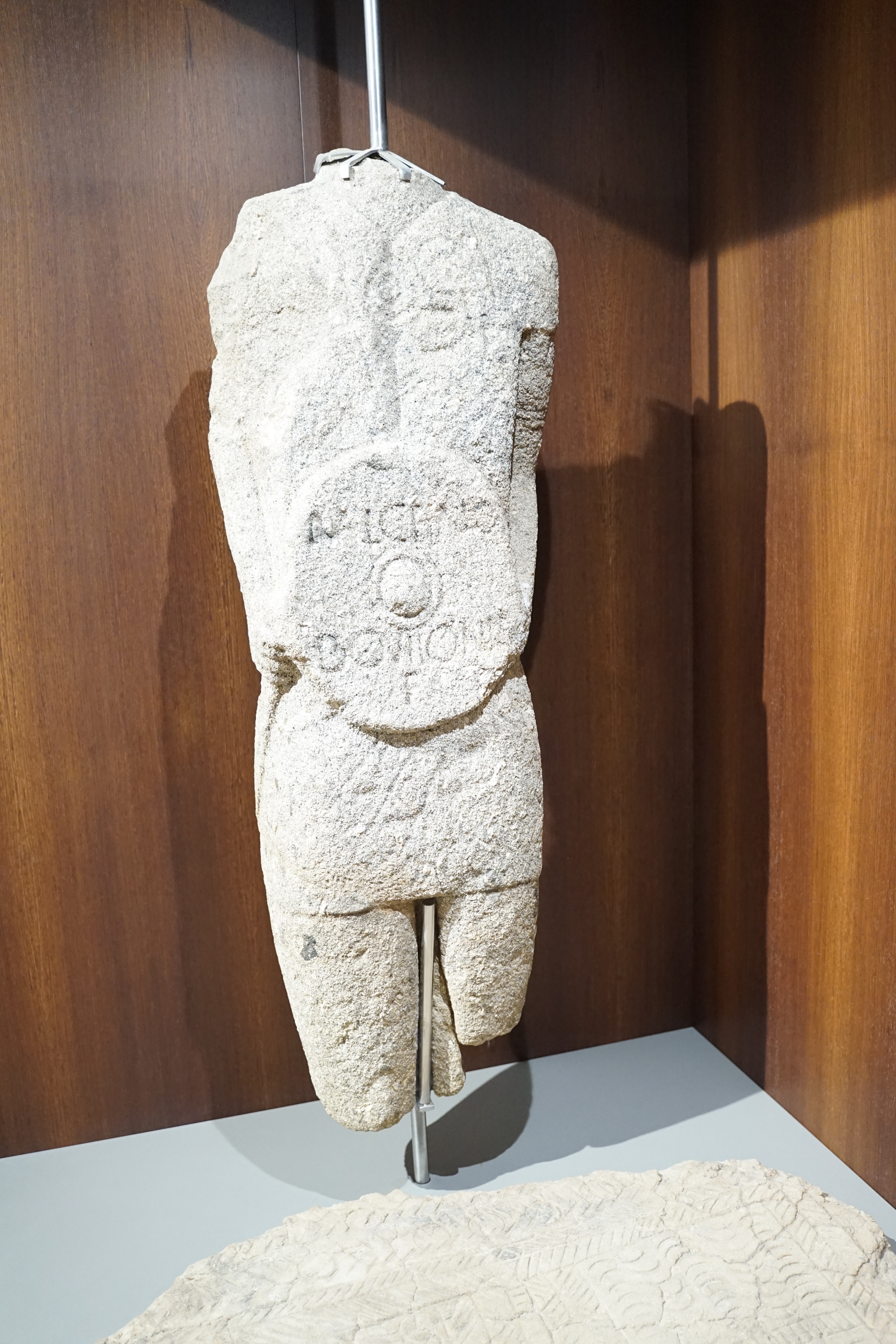
Malceino filho de Dovilonis, Museu D. Diogo de Sousa, Braga.

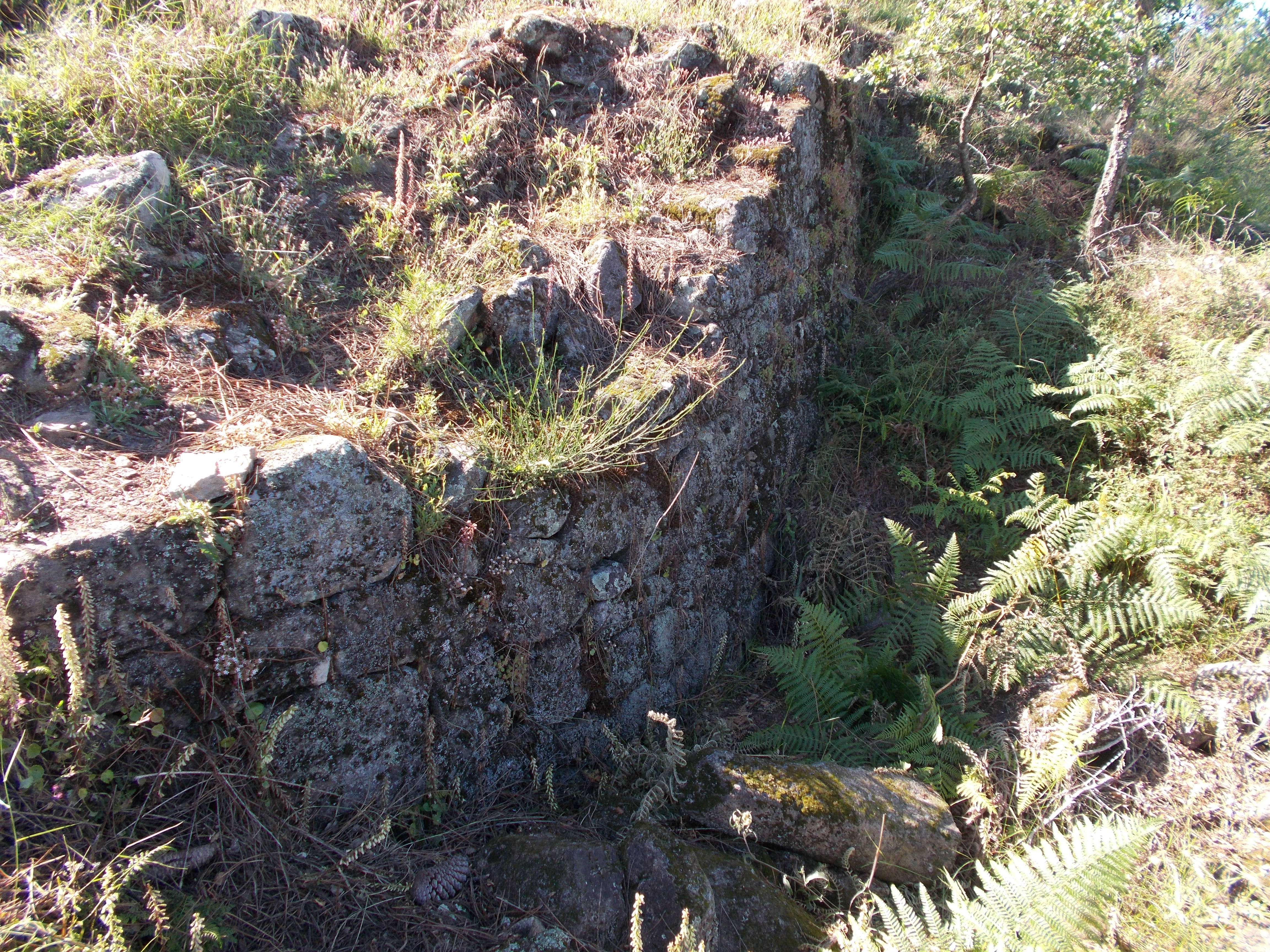
Torreão

Foi descoberta (por uma retroescavadora da câmara de Vila Verde) durante a construção do caminho de acesso a capela, na Citânia de São Julião, uma estátua (de 1,5 m de altura) dum guerreiro galaico, partida. Dois fragmentos foram encontrados, ficando por descobrir ainda a cabeça, um braço, parte do peito e das pernas. Ele é representado vestindo uma túnica curta, com um punhal à cinta e um escudo com a inscrição em latim Malceino Dovilonis F (de filio) seja, Maceino filho de Dovilonis. Malceino que poderá querer dizer: filho da montanha. E que será eventualmente o chefe da aldeia, já depois da conquista romana, embora o torque (colar), símbolo de poder não seja visível, devido a decapitação da estátua.

## Lendas
A Citânia, e mais particularmente a Cova da Moura, são alvo de várias lendas, algumas milenárias. A mais popular é relatada já nas inquirições de 1758, pelo padre de São Vicente, o Abade João do Amaral e Abreu:
| “ | No cume do monte de São Jullião está situada a capella de São Jullião sobre hum penedo grande, e tem o penedo capacidade de se andar ao redor da capella. Debayxo deste penedo para a parte do sul esta huma concavidade, a que chamão a cova da Moura, e por esta cova dizem levavão os mouros a beber os cavallos ao Rio de Homem, o que parece dificultoso. E para a parte do Norte está huma planicie em que se vem vestigios de que na quelle lugar houve trincheyra ou muros dos Mouros e de todo estão arruinados, e se anda por todo o monte sem empedimento. E para a parte do Nascente immediato a capella se vem ruinas e mostrão serem se casas, muito juntas e pequenas, e de pedra muita miuda, e se achão tejollos groços, e fragmentos de telhas e he tradição habitarão ali os mouros. | ” |

Em primeiro, a citânia é associada erradamente à presença dos Mouros, depois há um túnel que liga a citânia ao rio, o padre não disse, mas em concreto a ponte de Rodas de Caldelas. Curiosamente, a ponte e a capela são dois extremos da freguesia de São Vicente, ligados por essa linha virtual do túnel! Temos de dizer que nunca houve um túnel na cova da Moura, mas sim a direita da entrada, no fundo, um “poço”, (curiosidade geológica ou árduo trabalho humano?)  muito fundo, com água, que ficou soterrado no início dos anos 80 do século passado.
Na freguesia de Barros outra lenda, muito semelhante, fala de um túnel com muito ouro, que liga a Quinta do Mouro, que pertenceu aos Senhores de Regalados à Cova da Moura. Essa mina existe, foi em parte percorrida pelo antigo padre da freguesia, mais alguns aventureiros, que fugiram devido ao grande número de cobras ali existente.
Também fala-se, que entre  São Julião e Castelhão (Sequeiros) e São Sebastião (Caldelas)  está o sino de ouro do Rei Mourão. A presença de Mouras encantadas, é por muitos relatada, algumas a fiar ouro. Enfim, perto do monte de São Julião está outra eminência, chamada Corte da Vaca aonde, diz-se, ficava o cemitério da população da citânia. É pouco provável, que eles fossem enterrados no meio dos penedos mas, de facto, essas pedras poderão ter servido de matéria-prima às construções funerárias megalíticas de Couciero (Mamoa de Linhares e outras destruídas).

## Ligações externas

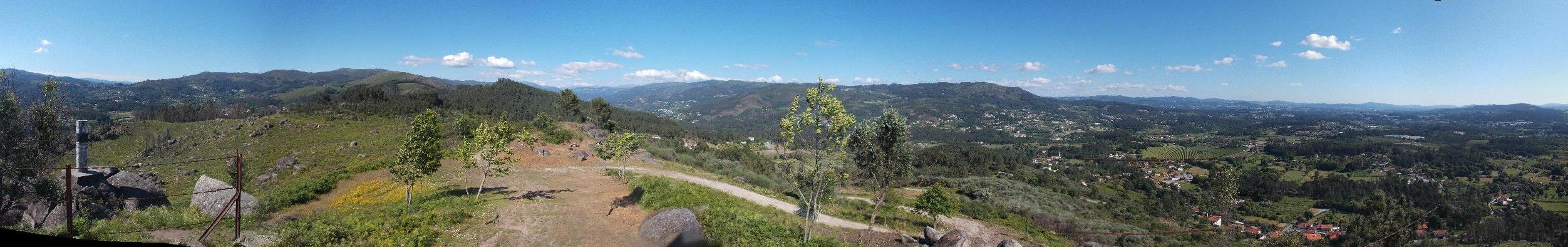
Vista da capela de São Julião